# Cerimonia di apertura dei Giochi della XVII Olimpiade
La cerimonia di apertura dei Giochi della XVII Olimpiade si svolse giovedì 25 agosto 1960 alle ore 16:30 UTC+1, presso lo stadio Olimpico di Roma.

## Programma
I cancelli dello stadio vennero aperti alle ore 15.00, mentre le bande militari dei Carabinieri, dell'Aeronautica Militare, della Guardia di Finanza e della Polizia di Pubblica Sicurezza suonarono le prime marce.
Alle ore 16.26, la Fanfara Olimpica, ripetuta tre volte, salutò l'arrivo del Presidente della Repubblica Italiana Giovanni Gronchi, che venne ricevuto da tutte le autorità olimpiche e nazionali.
Le delegazioni dei vari paesi partecipanti sfilarono con il seguente ordine (come da tradizione aperta dalla delegazione greca e chiusa dalla delegazione italiana, padrona di casa):
| Ordine | Delegazione               | Codice | Portabandiera               | Sport del portabandiera |
| ------ | ------------------------- | ------ | --------------------------- | ----------------------- |
| 1      | Grecia                    | GRE    | Principe Costantino         | Vela                    |
| 2      | Afghanistan               | AFG    | Sconosciuto                 | -                       |
| 3      | Antille Olandesi          | AHO    | Sconosciuto                 | -                       |
| 4      | Indie Occidentali         | BWI    | Sconosciuto                 | -                       |
| 5      | Argentina                 | ARG    | Christina Hardekopf         | Tuffi                   |
| 6      | Australia                 | AUS    | Jock Sturrock               | Vela                    |
| 7      | Austria                   | AUT    | Herbert Wiedermann          | Canoa                   |
| 8      | Bahamas                   | BHS    | Harold Munnings             | Ufficiale               |
| 9      | Belgio                    | BEL    | André Nelis                 | Vela                    |
| 10     | Bermuda                   | BMU    | Chummy Hayward              | Ufficiale               |
| 11     | Birmania                  | MMR    | Sconosciuto                 | -                       |
| 12     | Brasile                   | BRA    | Adhemar da Silva            | Atletica leggera        |
| 13     | Bulgaria                  | BGR    | Georgi Panov                | Pallacanestro           |
| 14     | Canada                    | CAN    | Carl Schwende               | Scherma                 |
| 15     | Cecoslovacchia            | TCH    | Jiří Kormaník               | Lotta                   |
| 16     | Ceylon                    | CEY    | Sconosciuto                 | -                       |
| 17     | Cile                      | CHI    | Marlene Ahrens              | Atletica leggera        |
| 18     | Colombia                  | COL    | Emilio Echeverri            | Scherma                 |
| 19     | Corea del Sud             | KOR    | Sconosciuto                 | -                       |
| 20     | Cuba                      | CUB    | José Yáñez                  | Lotta                   |
| 21     | Danimarca                 | DEN    | Benny Schmidt               | Pentathlon moderno      |
| 22     | Etiopia                   | ETH    | Sconosciuto                 | -                       |
| 23     | Figi                      | FIJ    | Mesulame Rakuro             | Atletica leggera        |
| 24     | Filippine                 | PHI    | Sconosciuto                 | -                       |
| 25     | Finlandia                 | FIN    | Eeles Landström             | Atletica leggera        |
| 26     | Francia                   | FRA    | Christian d'Oriola          | Scherma                 |
| 27     | Squadra Unificata Tedesca | EUA    | Fritz Thiedemann            | Equitazione             |
| 28     | Ghana                     | GHA    | Sconosciuto                 | -                       |
| 29     | Giappone                  | JPN    | Takashi Ono                 | Ginnastica              |
| 30     | Gran Bretagna             | GBR    | Dick McTaggart              | Pugilato                |
| 31     | Guyana britannica         | GUY    | Sconosciuto                 | -                       |
| 32     | Haiti                     | HAI    | Sconosciuto                 | -                       |
| 33     | Hong Kong                 | HKG    | Sconosciuto                 | -                       |
| 34     | India                     | IND    | Sconosciuto                 | -                       |
| 35     | Indonesia                 | INA    | Sconosciuto                 | -                       |
| 36     | Iraq                      | IRQ    | Falih Fahmi                 | Atletica leggera        |
| 37     | Iran                      | IRN    | Jafar Salmasi               | Sollevamento pesi       |
| 38     | Irlanda                   | IRL    | Ronnie Delany               | Atletica leggera        |
| 39     | Islanda                   | ISL    | Pétur Rögnvaldsson          | Atletica leggera        |
| 40     | Israele                   | ISR    | Gideon Ariel                | Atletica leggera        |
| 41     | Jugoslavia                | YUG    | Radovan Radović             | Pallacanestro           |
| 42     | Kenya                     | KEN    | Sconosciuto                 | -                       |
| 43     | Libano                    | LBN    | Sconosciuto                 | -                       |
| 44     | Liberia                   | LBR    | Sconosciuto                 | -                       |
| 45     | Liechtenstein             | LIE    | Alois Büchel                | Atletica leggera        |
| 46     | Lussemburgo               | LUX    | Sconosciuto                 | -                       |
| 47     | Malesia                   | MAL    | Shahrudin Mohamed Ali       | Atletica leggera        |
| 48     | Malta                     | MLT    | Christopher Dowling         | Nuoto                   |
| 49     | Marocco                   | MAR    | Sconosciuto                 | -                       |
| 50     | Messico                   | MEX    | Pilar Roldán                | Scherma                 |
| 51     | Monaco                    | MON    | Sconosciuto                 | -                       |
| 52     | Nigeria                   | NGR    | Sconosciuto                 | -                       |
| 53     | Norvegia                  | NOR    | Sverre Strandli             | Atletica leggera        |
| 54     | Nuova Zelanda             | NZL    | Les Mills                   | Atletica leggera        |
| 55     | Paesi Bassi               | HOL    | Jan Willem van Erven Dorens | Hockey su prato         |
| 56     | Pakistan                  | PAK    | Muhammad Iqbal              | Atletica leggera        |
| 57     | Panama                    | PAN    | Sconosciuto                 | -                       |
| 58     | Perù                      | PER    | Sconosciuto                 | -                       |
| 59     | Polonia                   | POL    | Teodor Kocerka              | Canottaggio             |
| 60     | Portogallo                | POR    | Sconosciuto                 | -                       |
| 61     | Porto Rico                | PUR    | Toñín Casillas              | Pallacanestro           |
| 62     | Rep. Araba Unita          | RAU    | Sconosciuto                 | -                       |
| 63     | Taiwan                    | TAI    | Sconosciuto                 | -                       |
| 64     | Rhodesia                  | RHO    | Sconosciuto                 | -                       |
| 65     | Romania                   | ROM    | Alexandru Bizim             | Atletica leggera        |
| 66     | San Marino                | SMR    | Sconosciuto                 | -                       |
| 67     | Singapore                 | SGP    | Sconosciuto                 | -                       |
| 68     | Spagna                    | ESP    | Jaime Belenguer             | Ginnastica              |
| 69     | Stati Uniti               | USA    | Rafer Johnson               | Atletica leggera        |
| 70     | Sudafrica                 | SAF    | Manie van Zyl               | Lotta                   |
| 71     | Sudan                     | SUD    | Sconosciuto                 | -                       |
| 72     | Guyana olandese           | NGY    | Sconosciuto                 | -                       |
| 73     | Svezia                    | SWE    | Wille Grut                  | Pentathlon moderno      |
| 74     | Svizzera                  | SUI    | August Hollenstein          | Tiro                    |
| 75     | Thailandia                | THA    | Sconosciuto                 | -                       |
| 76     | Tunisia                   | TUN    | Houcine Cherif Hammouda     | Ufficiale               |
| 77     | Turchia                   | TUR    | Nuri Turan                  | Atletica leggera        |
| 78     | Uganda                    | UGA    | Sconosciuto                 | -                       |
| 79     | Ungheria                  | HUN    | János Simon                 | Pallacanestro           |
| 80     | Unione Sovietica          | URS    | Yury Vlasov                 | Sollevamento pesi       |
| 81     | Uruguay                   | URU    | Sconosciuto                 | -                       |
| 82     | Venezuela                 | VEN    | Rafael Romero               | Atletica leggera        |
| 83     | Vietnam del Sud           | VNM    | Sconosciuto                 | -                       |
| 84     | Italia                    | ITA    | Edoardo Mangiarotti         | Scherma                 |